# Torrecilla sobre Alesanco
Torrecilla sobre Alesanco è un comune spagnolo di 63 abitanti situato nella comunità autonoma di La Rioja.